# Копжасарский сельский округ
Копжасарский сельский округ — административно-территориальное образование в Жангалинском районе Западно-Казахстанской области.

## Административное устройство
1. село Копжасар
2. село Салтанат
3. село Саралжын
4. село Уштас